# Phalloceros alessandrae
Espèce
Synonymes
Phalloceros alessandrae est une espèce de poissons de la famille des Poeciliidae. Cette espèce est nommée en l'honneur de Alessandra M.V. Lucinda. Un taxon Phalloceros révisé par Paulo Henrique Franco Lucinda.